# Macruromys major
Macruromys major is een knaagdier uit het geslacht Macruromys dat voorkomt op Nieuw-Guinea. Het is een zeldzaam dier, dat van een handvol plaatsen in de bossen van Nieuw-Guinea, van 1200 tot 1500 m hoogte, bekend is. Waarschijnlijk is hij 's nachts actief. De Daribi (Chimbu Province) noemen hem "koloba pelia". Deze soort is veel groter en heeft een hardere vacht dan zijn nauwste verwant, de slanke kleintandrat (M. elegans). Ook heeft hij een witte staartpunt. De kop-romplengte bedraagt 225 tot 263 mm, de staartlengte 314 tot 340 mm, de achtervoetlengte 52.7 tot 60 mm, de oorlengte 13 tot 19 mm en het gewicht 350 gram. Vrouwtjes hebben 0+2=4 mammae. Er is een groot aantal botten (11000 jaar oud) van dit dier bekend uit de Kiowa-grotten op Nieuw-Guinea. Waarschijnlijk is hij sindsdien sterk in aantal afgenomen.
Slanke kleintandrat (Macruromys elegans) · Macruromys major